# Прилуки (посёлок, Великоустюгский район)
Прилуки — посёлок в Великоустюгском районе Вологодской области.
Входит в состав Опокского сельского поселения, с точки зрения административно-территориального деления — в Опокский сельсовет.
Расстояние по автодороге до районного центра Великого Устюга — 62 км, до центра муниципального образования Полдарсы — 3 км. Ближайшие населённые пункты — деревня Прилуки (посёлок граничит с ней на востоке), Никулино, Порог.
По переписи 2002 года население — 24 человека (12 мужчин, 12 женщин). Всё население — русские.